# 高松高等予備校
高松高等予備校（たかまつこうとうよびこう）は、香川県高松市にある大学受験予備校である。
設置者は学校法人村上学園。2016年10月に学校法人高松高等予備校から改称している。
以前は各種学校だったが2005年12月27日に専修学校としての認可を受けた。略称は「高予備」（たかよび）。

## 概要
1962年に高松予備校として開校。1973年に現名称に変更。
地方予備校のアライアンスである大学進学研究会（大進研）の一員である。システム面では、同じ大進研のメンバーだった北九州予備校（現在は脱退）と似ているところがある。
講師には専任講師と非専任講師がある。
2009年より丸亀校舎の予備校としての機能を高松校舎に集中させ、丸亀では中高生対象の塾部と通信制高校（愛媛県の未来高等学校と提携）のサポート校部（高予備高等学院）を開設している。なお、丸亀校舎は自前の通信制高校である村上学園高等学校の校舎に転用するため、高予備の校舎としては2011年度限りで廃止された。
2014年に旧セシール第5ビルを穴吹興産から取得し、2015年に校舎を移転した。旧校地は同社に売却され、校舎は同年中に解体された。
キャッチフレーズは「努力は実る」（これも北九州予備校と同じ）。

## 校舎
- 本部：香川県高松市観光町541番地1
  - 亀井町教室：香川県高松市亀井町8番10号
旧損保ジャパン亀井町ビルを2005年に購入したもので、購入以前から入居しているテナント（1階のファミリーマート高松亀井町店・3階の自衛隊香川地方協力本部高松募集案内所）がそのまま入っている。2・4階は村上学園高等学校高松が2020年4月に開校した。

## 寮
- 春日寮（男子寮）
- 春日中央寮（男子寮）
- 木太寮（男子寮）
- 楠上寮（女子寮） - 1981年まで校舎があった場所。
- 藤塚寮（女子寮） - 2015年に閉鎖された藤塚校舎跡地に建設。

寮生活では、必須自習が、平日3時間、休日6時間あり、生活面、勉強面で充実したサポートを提供している。

### かつて存在した寮
2022年度時点で供用されていない寮。×印は解体済み。
- 玉藻寮（男子寮）
- 長尾寮（男子寮）
- 錦町寮（男子寮）
- 瀬戸内寮（男子寮、夏季講習時のみ使用していた）×
- 栗林寮（女子寮）×
- 太田寮（女子寮）×
- 仏生山寮（女子寮→男子寮）×
- 多肥寮（男子寮）×
- 上福岡寮（女子寮）
- 福岡寮（男子寮）
- 鹿角寮（満員時のみ使用）×
- 屋島寮（男子寮）
- 香西寮